# 라페루즈 해협

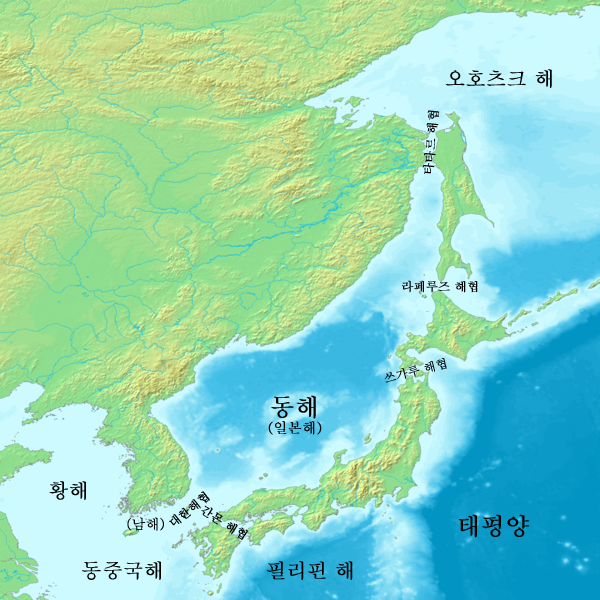
라페루즈 해협의 위치

라페루즈 해협(러시아어: пролив Лаперуза) 또는 소야 해협(宗谷海峡)은 홋카이도의 소야 곶과 러시아 사할린섬 사이에 있는 해협이다. 이름의 유래는 1787년 8월 15일에 이 해협을 지나간, 배로 세계일주를 시도한 프랑스인 탐험가 라페루즈 백작이다.
가장 깊은 곳의 수심은 60~70m로, 비교적 얕은 해협이다. 동물 분포의 경계선의 하나인 동물지리학상의 분포경계선이 통과한다고 여겨진다.